# Haag (Dolní Rakousy)
Haag je město v okrese Amstetten v Dolním Rakousku. Žije zde přibližně 5 500 obyvatel.

## Geografie
Haag se skládá z 12 katastrálních obcí:
- Edelhof
- Gstetten
- Haag Stadt
- Heimberg
- Holzleiten
- Knillhof
- Krottendorf
- Porstenberg
- Radhof
- Reichhub
- Salaberg
- Schudutz

## Historie
Ve starověku byla oblast součástí římské provincie Noricum. V roce 1032 v Haagu vysvětil kostel biskup pasovský Berengar. Toto je první dokument, který dokládá místní název. Z roku 1282 je první písemná zmínka o hradu Salaberg.
V rakouském jádru ležící místo má dějiny stejně proměnlivé, jako jsou dějiny celého Rakouska.
V roce 1932 byla obec povýšena na město. V roce 1938 byly odloučené osady spojeny ve velkou obec Haag.

## Náboženství
Haag je sídlem římskokatolické farnosti s kostelem a farou a evangelická dislokovaná stanice je v Amstettenu. Farní úřad oslavil v roce 2007 975letou existenci.

## Politika
- Starostou města je Josef Sturm (ÖVP), vedoucí kanceláře Gottfried Schwaiger.
- V zastupitelstvu města je 29 křesel, která byla po posledních volbách konaných dne 14. března 2010 podle získaných mandátů rozdělena takto:
- ÖVP 16
- SPÖ 8
- LFH 4
- FPÖ 1

### Vývoj počtu obyvatel
- 1971 5060
- 1981 5097
- 1991 5146
- 2001 5170

## Pamětihodnosti
- Opevněný kostel: Městský kostel v Haagu byl postaven mezi lety 1432 a 1485. pozdně gotický jako opevněný kostel a je zasvěcen svatému Michalovi. V letech 1969/1970 byla provedena nová úprava interiéru. V roce 2001 byly vysvěceny nové varhany s 36 registry (Kögler, St. Florian).
- Zámek Salaberg: s částmi stavby z období renesance a baroka. Zámek není veřejnosti přístupný. Benátská slavnostní síň může být však pro pořádání výstav pronajímaná. Také zámecká kaple je při církevních slavnostech přístupná i veřejnosti.
- Barokní lázně: K zámku patří "barokní lázeňský dům", bývá otevřený k prohlídkám.
- Dolnorakouský skanzen: Představuje asi 20 objektů (starých staveb), převážně z Mostviertelu (Moštové čtvrti).
- Muzeum moštové čtvrti: Muzeum představuje nesčetné předměty k tématu moštů, polního hospodářství, zpracování lnu, včelařství, starou bytovou kulturu a jiné.
- Zoologická zahrada města Haag: s více než 80 druhy domácích i exotických zvířat. Celoročně otevřená se nachází v zámeckém parku zámek Salaberg vytvořil Eduard Petzold (1815-1891).

## Pravidelné slavnosti
- Divadelní léto Haag: Intendant Gregor Bloeb (* 1968); Od roku 2000 se každoročně pořádá Divadelní léto; hraje se na hlavním náměstí na provizorním jevišti.
- Haagský divadelní sklep

## Hospodářství a infrastruktura
Nezemědělských pracovišť bylo v roce 2001 214 a zemědělských a lesnických pracovišť bylo v roce 1999 242. Počet výdělečně činného obyvatelstva v místě bydliště bylo v roce 2001 2325, to představuje 46,49 %. Nezaměstnaných bylo v roce 2003 372.

### Doprava
Město Haag leží na staré trase Západní dráha a má železniční stanici. Nová trasa vede pod městem v Tunelu.)
Několik kilometrů od města je nájezd na západní dálnici A1; několik kilometrů dále je u Strengbergu také Vídeňská silnice B1. Tou je přístupné okresní město Amstetten, zemské hlavní město St. Pölten a nakonec i Vídeň a také je přípoj do Horních Rakous měst Enns a Linec.
Přes Haagerskou silnici B42 je možné spojení do asi 15 kilometrů vzdáleného Steyru.

## Osobnosti
- Franz Brunner (1926–1982) - zemědělec a politik.